# ألكسندر بانتيتش
ألكسندر بانتيتش (بالصربية: Александар Пантић) (مواليد 11 أبريل 1992) هو لاعب كرة قدم صربي يجيد اللعب في مركز قلب الدفاع ، ويلعب أيضًا كظهير أيمن ، ويلعب حاليًا لنادي فياريال الإسباني.

## بطولات وإنجازات اللاعب

### النجم الأحمر
- الدوري الصربي الممتاز: 2012–2013 - المركز الثاني.

### فياريال
- كأس الإمارات: 2015 - المركز الثاني.

## روابط خارجية
- ألكسندر بانتيتش على موقع الاتحاد الأوربي (الإنجليزية)
- ألكسندر بانتيتش على موقع قاعدة بيانات كرة القدم.إي يو (الإنجليزية)
- ألكسندر بانتيتش على موقع Soccerbase.com (لاعب) (الإنجليزية)
- ألكسندر بانتيتش على موقع Soccerway.com (الإنجليزية)
- ألكسندر بانتيتش على موقع عالم كرة القدم.نت (الإنجليزية)
- ألكسندر بانتيتش على موقع AS.com (الإسبانية)

- Aleksandar Pantić